# Mary McCarthy
Mary McCarthy (ur. 21 czerwca 1912 w Seattle, zm. 25 października 1989 w Nowym Jorku) – amerykańska pisarka.
Córka Roya Winfielda i Marthy Therese z d. Preston. Siostra aktora Kevina McCarthy’ego. Pisała głównie powieści i opowiadania o charakterze psychologiczno-obyczajowym, w których portretowała z dużą dozą ironii środowiska intelektualne i artystyczne Ameryki, była ateistką. Zmarła na raka płuca.
Cieszące się w Polsce względną popularnością książki McCarthy wydawał Państwowy Instytut Wydawniczy.

## Główne dzieła
- The Company She Keeps (1942)
- The Groves of Academe (1952)
- Grupa 1963, polskie wydanie (1985)
- Ptaki Ameryki (1971, polskie wydanie 1975)
- Wspomnienia z lat katolickiej młodości (autobiografia, 1957, polskie wydanie 1968)

Pisała też szkice literackie i teatralne oraz reportaże z Wietnamu, krytycznie oceniające amerykański udział w wojnie wietnamskiej:
- Vietnam (1967)
- Hanoi (1968)